# Bo Ridderström
Bo Ridderström, född 11 december 1937 i Arboga, är en svensk 
musiker, arrangör och tonsättare. Han verkade fram till 1999 som musikpedagog och musikskolledare i Västsverige och har många arrangemang för musikpedagogiskt bruk publicerade, bland annat på Gehrmans musikförlag. 

## Verk (urval)
- Tre stycken för oboe (1963)
- Conclusion för flöjt (1968)
- Intrada för brasskvartett (1972)
- Invention för piano (1975)
- Divisions on a Ground för flöjt och orgel (1978)
- Five Pieces för flöjt (1979)
- Stämma i bäcken för blandad kör a cappella till text av Ingrid Sjöstrand (1983)
- Sörmlandslåtar för flöjt och gitarr (1983)
- Saxofonkvartett (1984)
- Västkustsk svit för blåskvintett (1989)
- Triptyk för orgel (1989)
- Vän i förödelsens stund för blandad kör och blåskvintett till text av Erik Johan Stagnelius (1997)
- Anspelning, septett för klarinett, piano, stråkkvartett och slagverk (2002)
- Vågor, kyrkomusik för 10 (orgel, stråkkvartett, brasskvartett och pukor) (2003)
- Genklang, stråkkvartett (2007)
- Trastarna i Güstrow för orgel (2012)
- Två sånger till texter av Lars Gustafsson för mezzosopran, flöjt och stråkkvartett (2013)
  1. "Förflutna träd"
  2. "Stillheten i början av varma dagar"
- Vintermusik för orkester (2014)
- Septemberskisser för flöjt, klarinett, violin, cello och piano (2014)
- Canzonetta I för klarinett och orgel (2014)
- Canzonetta II för flöjt och orgel (2014)
- Canzonetta III för oboe och orgel (2015)